# Abschlagsbauwerk

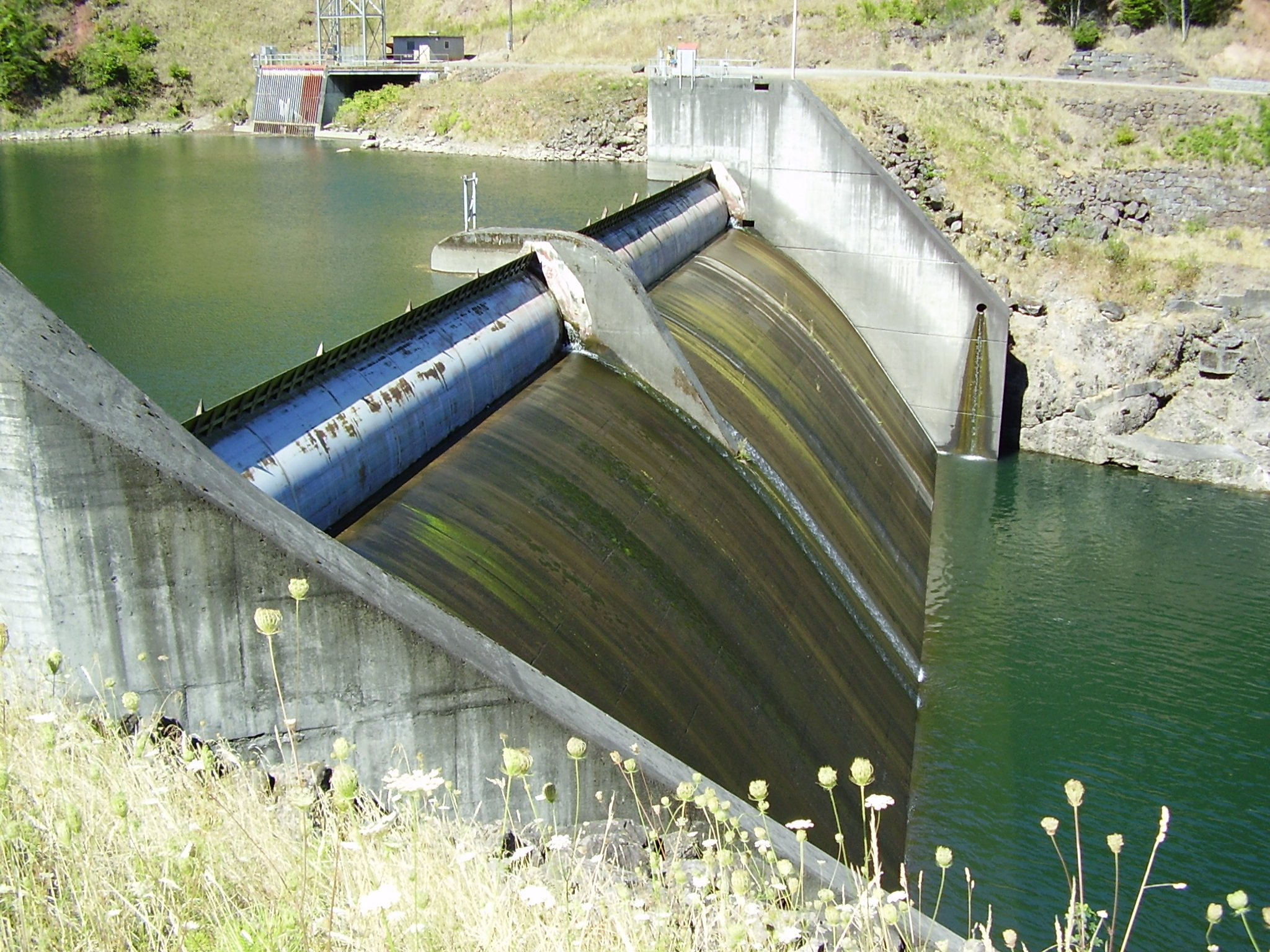
Der Faraday Diversion Dam am Clackamas River. Dieser Damm staut einen normalerweise schnellen und seichten Fluss, um einen Teil des Wassers zu einem Wasserkraftwerk abzuleiten. Die Öffnung des Abschlagstunnels ist oben links zu sehen.

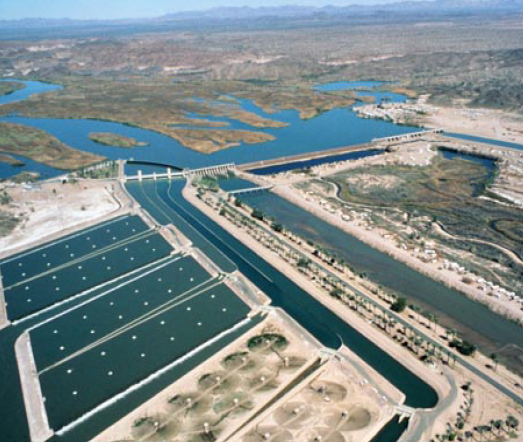
Der Imperial Dam teilt den Colorado River im Südwesten der Vereinigten Staaten.

Ein Abschlagsbauwerk (englisch diversion dam) ist ein Staudamm, der einen Teil oder den gesamten Abfluss eines Flusses von seinem natürlichen Verlauf ableitet. Abschlagsbauwerke halten nicht grundsätzlich Wasser in einem Stausee oder Reservoir zurück. Stattdessen wird die Abflussmenge in einen künstlichen Wasserlauf oder Kanal geleitet, um Bewässerung zu ermöglichen oder in den ursprünglichen Fluss zurückzuleiten, nachdem mit Hilfe von Generatoren Elektroenergie erzeugt wurde; außerdem kann das Wasser in einen anderen Fluss abgeleitet werden oder nur zum Anstau eines Reservoirs zu dienen.
Ein frühes Abschlagsbauwerk stellt der Sadd el-Kafara im Wadi Al-Garawi im Alten Ägypten dar, welcher sich etwa 25 km südlich von Kairo befand. Zum Hochwasserschutz etwa um 2.600 v. Chr. gebaut, war er an der Basis 102 m lang und 87 m breit. Er wurde von einer Flut noch während der Bauphase zerstört.

## Klassifikation
Nach der Einteilung von Goings gibt es neben Abschlagsbauwerken zwei weitere Typen von Staubauwerken: Speicherbauwerke (engl. „storage dams“) und Hochwasserschutzdämme (engl. „detention dams“). Speicherbauwerke werden errichtet, um Wasser längere Zeit zu speichern. Das gespeicherte Wasser kann für die Bewässerung, zur Vieh-Tränke, zur lokalen Wasserversorgung, Erholung und Elektroenergie-Erzeugung genutzt werden. Hochwasserschutzdämme werden errichtet, um Oberflächenabflüsse abzufangen und Hochwasser zu verhindern; außerdem können sie als Sedimentfalle dienen, indem sie die Abflussrate in unterhalb gelegene Wasserläufe regulieren. Abschlagsbauwerke werden genutzt, um den Wasserspiegel zu heben und das Wasser so ans Ziel zu leiten. Das abgeleitete Wasser kann zur Bewässerung oder Speicherung genutzt werden; Elektroenergieerzeugung und kommunale Wasserversorgung sind gleichfalls mögliche Zwecke.

## Bauausführung
Das Design eines Abschlagsbauwerks kann in vier Basis-Typen unterschieden werden: Schüttungen (engl. „embankment style“), Stützpfeiler (engl. „buttress style“), Bögen (engl. „arch style“) und Gewichtsstaumauern (engl. „gravity style“).

### Schüttdamm
Schüttdämme werden gebaut, um der Energie des Wassers, die auf den Damm wirkt, genügend Gewicht entgegenzusetzen. Schüttdämme sind gewöhnlich aus in der Umgebung vorhandenen Materialien aufgebaut. Dazu gehören generell: Sand, Schotter und Felssteine. Die Verbindung dieser Baumaterialien mit Lehm oder einer impermeablen Membran verleiht dem Damm seine Stabilität. Am Ende sind die Kosten durch die Kombination aus einfacher Konstruktion und vor Ort verfügbaren Materialien geringer als bei anderen Staudamm-Typen.

### Stützpfeiler-Damm
Aus Stützpfeilern gebaute Abschlagsbauwerke sind so konstruiert, dass Winkelstrukturen die flussab gelegene Seite des Damms unterstützen. Die Stützpfeiler sind an der Mauer des Damms befestigt, um der Energie des Wassers entgegenwirken zu können. Dämme mit Stützpfeilern werden quer durch breite Täler gebaut, die keinen felsenfesten Grund haben. Felsboden besteht aus anstehendem Gestein, das an die Oberfläche reicht. Dieser Felsboden kann aus Sediment-, Vulkan- oder metapmorphem Gestein bestehen. Stützpfeiler-Dämme erfordern den exzessiven Einsatz von Stahl und Arbeitskräften; sie sind daher teuer und werden heutzutage nur noch selten gebaut.

### Bogenstaumauern
Bogenstaumauern werden durch Einsatz einer gewölbten Fläche konstruiert, wobei die Wölbung des Bogens flussaufwärts weist. Der Bogen erzeugt zusätzliche Stärke, um der Energie des Wassers entgegenwirken zu können. Bogenstaumauern werden im Allgemeinen in engen Schluchten errichtet; üblicherweise sind sie aus Beton. Um dem Damm Stabilität zu verleihen, ist ein solider Kontakt zwischen dem Felsgestein der Umgebung und der Betonbasis des Damms erforderlich. Die Kuppelform ist eine mögliche Ausführung einer Bogenstaumauer; sie ist sowohl in vertikaler als auch in horizontaler Richtung bogenförmig, während eine normale Bogenstaumauer nur in horizontaler Richtung gewölbt ist.

### Gewichtsstaumauer
Gewichtsstaumauern werden gebaut, um dem Wasser nicht durch Stabilität, sondern durch ihr Eigengewicht zu widerstehen; sie sind üblicherweise aus einem Mauerwerk oder Zement aufgebaut. Die Gründung der Gewichtsstaumauern erfolgt generell auf einem Fels-Fundament. Sie können jedoch an beliebiger Stelle errichtet werden, solange sichergestellt ist, dass kein Wasser unter dem Damm hindurchfließt. Ein Wasserfluss unter dem Damm könnte zu dessen Bruch führen.